# Midnight Panic
Midnight Panic est un groupe de rock de quatre membres. Il a été formé en 2005 par Mark Chavez, ancien premier chanteur d'Adema à Bakersfield en Californie. Depuis il a présenté des shows à Bakersfield et a déjà lancé son premier EP, disponible par le biais de son site Internet.

## Membres
- Peter Shubert - Guitare (2005 - 2007)
- Mike Montano - Basse (2005 - 2007)
- Mark Chavez - Vocals, Keyboards (2005 - 2007)
- Cesareo Garasa - Batterie (2006 - 2007)
- Matt Low - Batterie(2005 - 2006)

## Discographie
- Midnight Panic [EP] (Décembre 2005)

1. "Tonight Is Our Last Night"
2. "You Don't Have to Be Afraid"
3. "Give Me One Chance"
4. "I Want to Know"
5. "Celebrate"
6. Bring Me Back to Life
7. "Miss You"
8. "Not Looking Back "
9. "No One Here Is Safe"